# Rockerjoker
Rockerjoker — белорусская музыкальная группа, работающая в стиле алко-буги.
Дискография группы насчитывает 2 студийных альбома, 7 синглов и 3 мини-альбома.

## История
Группа «Rockerjoker» была организована в августе 2009 года минским поэтом, художником и уличным музыкантом Михеем Носороговым (укулеле, вокал) и известным белорусском режиссером, композитором, клипмейкером Максом Сирым (баян, вокал). Философию проекта музыканты определяют просто: развлекать и куражиться.
Песни из дебютного альбома были очень тепло приняты в электричке на культовом маршруте «Москва — Петушки».
В октябре 2012 года представители польской оппозиционной партии «Право и справедливость» выступили против того, чтобы в Польше проводился концерт «Rockerjoker». Недовольство польских оппозиционеров вызвала известная песня «Rockerjoker» под названием «Саня останется с нами».
В 2012 году группа перестала давать концерты. С 2012 по 2022 не издавала нового материала. В 2022 году были изданы сразу 2 новые пластинки: сингл "Привет" и мини альбом "Зажигалка".

## «Саня останется с нами»
Шуточная песенка «Са́ня» была написана в 2010 году. В песенке поётся о неком Сане, которого родственники и друзья уговаривают остаться с ними, и тот в итоге соглашается. «Са́ня» получил большую известность благодаря совпадению с президентскими выборами в Белоруссии, где главным кандидатом выступал действующий президент Александр Лукашенко. Песня появилась в ротации радиостанций за несколько недель до начала голосования, сразу же став очень популярной и вызвав значительный резонанс среди оппозиционно настроенной общественности.

## Алко-буги
Стиль "алко-буги" придуман музыкантами и введён в обиход во время записи первого альбома "Простые вещи".  Первые концерты группа давала устраивая на сцене застолье с закусками и алкоголем.

## Дискография
- 2024  — "Саня" (сингл)
- 2024  — "Бей в Барабан" (сингл)
- 2023 — "Сирены Титана" (сингл)
- 2022 — "Зажигалка" (мини-альбом, EP)
- 2022 — "Привет" (сингл)
- 2021 — "Бей, баба, пой!" (сингл)
- 2021 — "Бурые вестники" (сингл)
- 2011 — «НХ» (сингл)
- 2011 — «Петя» (мини альбом, EP)
- 2011 — «Продаётся планета»
- 2010 — «3» (мини-альбом, EP)
- 2009 — «Простые вещи»